# 綾瀬駅

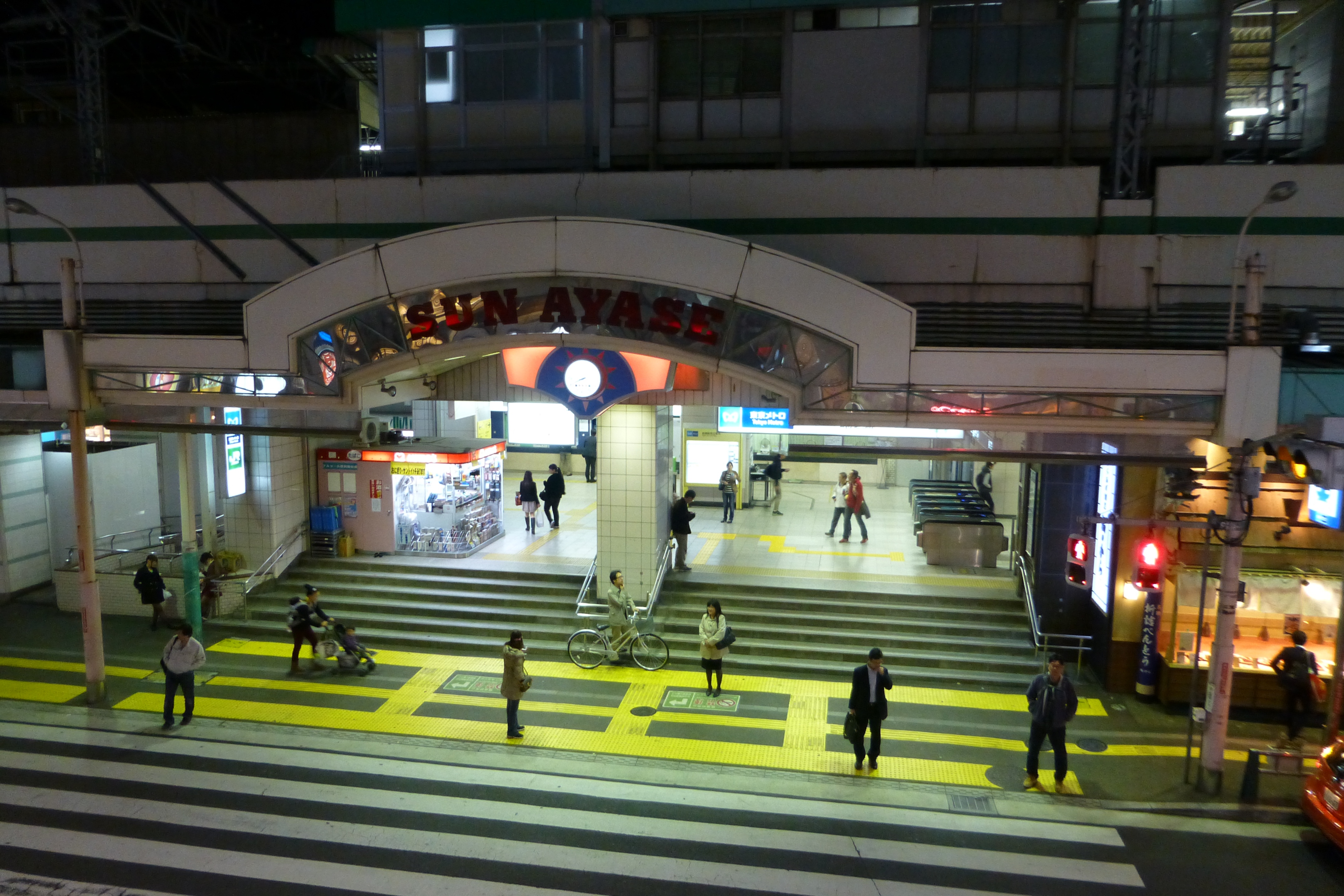
北口（2013年11月）

綾瀬駅（あやせえき）は、東京都足立区綾瀬三丁目にある、東京地下鉄（東京メトロ）・東日本旅客鉄道（JR東日本）・日本貨物鉄道（JR貨物）の駅である。駅番号は東京メトロがC 19、JR東日本がJL 19。足立区と葛飾区の境近くに位置し、駅の南側は葛飾区小菅四丁目である。

## 概要
東京メトロの千代田線とJR東日本の常磐線が乗り入れる。常磐線の列車は緩行線で運行される常磐線各駅停車のみが停車する。千代田線と常磐線は当駅を介して相互直通運転を行っている。
元々千代田線は当駅が正式な起点であり、当駅 - 北綾瀬駅間は支線として開通した経緯から、当駅構内に0キロポストが設置されている。当駅 - 亀有駅間にある北綾瀬駅への分岐を過ぎた所に、東京メトロとJR東日本の会社境界標がある。また、JRの特定都区市内制度における「東京都区内」に属している。
東京メトロとJR東日本の共同使用駅で駅自体は東京メトロが管轄しているため、当駅はJRの駅数には計上されていなかったが、現在のJR東日本の公称駅数は、当駅も含んだ数である。1971年（昭和46年）4月19日までは日本国有鉄道（国鉄）の管轄駅で、翌4月20日に駅業務は帝都高速度交通営団（営団地下鉄）に移管され、1987年（昭和62年）の国鉄分割民営化、2004年（平成16年）の営団地下鉄民営化により現在の形となった。
東京メトロの路線の中では最も初電が早く、かつ唯一5時以前に発車する駅でもある（4時38分発の北千住行が該当）。
当駅に関連するJR・東京メトロの乗車券の取り扱いについては後述。

## 歴史

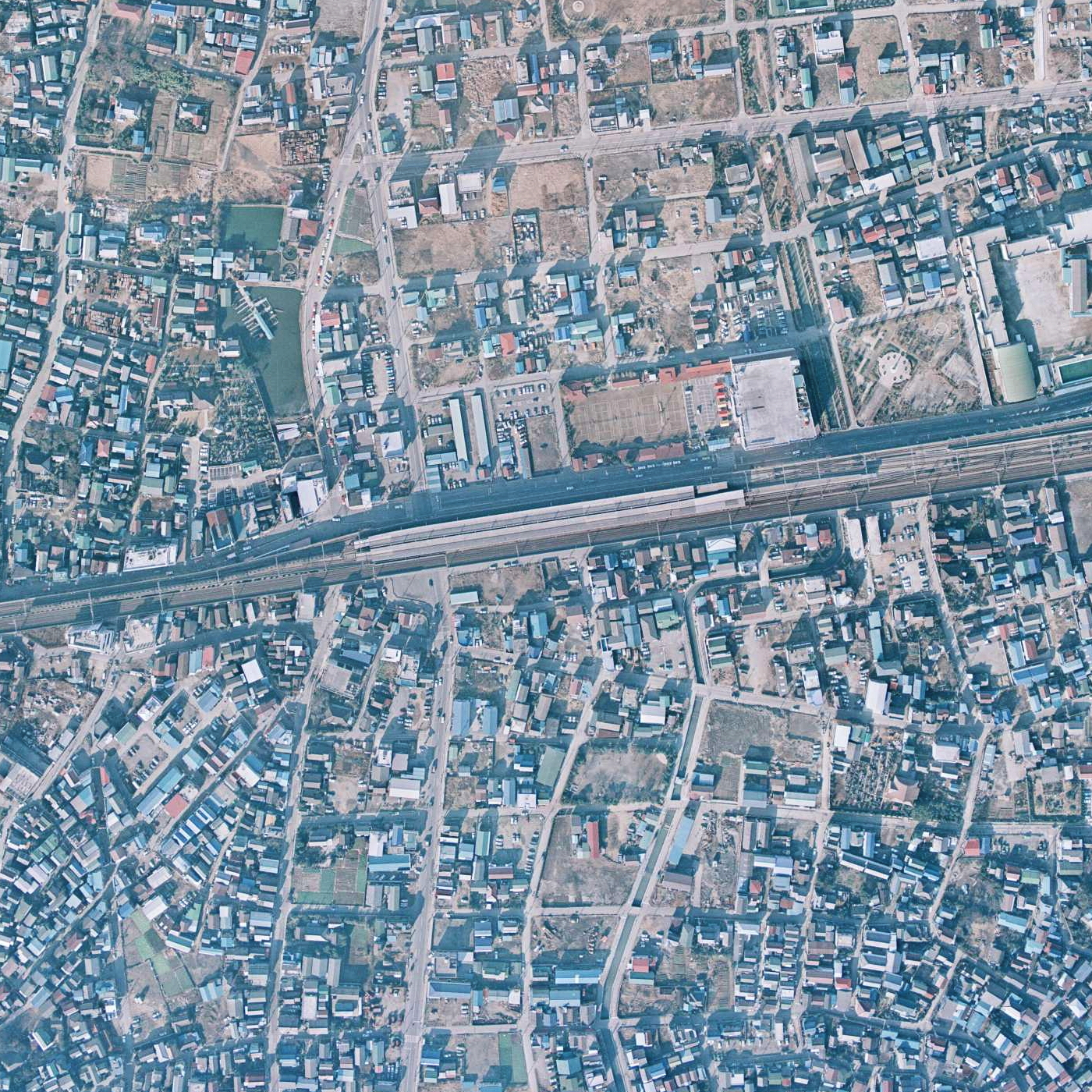
綾瀬駅周辺の空中写真（1975年1月14日撮影）

- 1943年（昭和18年）4月1日：鉄道省・常磐線の駅として開業[5]。当時は旅客営業のみ[5]。
  - 開業時の駅の位置は、現在の位置とは異なり、北千住寄りの現在の綾瀬一丁目37番にあった。
- 1949年（昭和24年）6月1日：日本国有鉄道が発足。
- 1968年（昭和43年）2月1日：駅位置を亀有寄りに約250メートル移転[6]。駅施設自体は帝都高速度交通営団が建設したが、この時点ではのちの緩行線・営団千代田線となる施設を一時的に常磐線全列車が使用し、従来の線路跡を高架化して快速線とするための工事を行ったため、国鉄が借り受けて一時的に国鉄管理駅として営業し[7]、駅名標や案内表示も全て国鉄様式だった[8]。
- 1971年（昭和46年）
  - 4月1日：旅客関係業務が帝都高速度交通営団（営団地下鉄）に移管される[新聞 1]。
  - 4月20日：営団地下鉄千代田線の駅が開業[9][10]。運転関係業務も営団地下鉄に移管され[新聞 1]、案内表示類も営団仕様に更新される。
- 1979年（昭和54年）12月20日：営団地下鉄千代田線（分岐線）・綾瀬 - 北綾瀬間が開業[11][12]。
- 1985年（昭和60年）3月14日：0番線ホームの使用を開始[13]。北綾瀬行きの電車は2・3番線発着から0番線発着となる[13]。
- 1987年（昭和62年）
  - 3月31日：貨物の取り扱いを開始[5]。
  - 4月1日：国鉄分割民営化に伴い、国鉄（常磐線）の駅が東日本旅客鉄道（JR東日本）と日本貨物鉄道（JR貨物）の駅となる[14]。
- 2002年（平成14年）
  - 3月23日：0番線ホームでホームドアの使用を開始（設置は同年2月15日[報道 1]）[15]。
  - 12月3日：東口高架下に商業施設「M'av AYASE Lieta（マーヴ 綾瀬 リエッタ）」 がオープン[16][報道 2]。
  - 12月10日：JR東日本でICカード「Suica」の利用が可能となる。
- 2004年（平成16年）4月1日：営団地下鉄の民営化に伴い、千代田線の駅が東京地下鉄（東京メトロ）に継承される[報道 3]。
- 2007年（平成19年）3月18日：東京メトロでICカード「PASMO」の利用が可能となる[報道 4]。
- 2018年（平成30年）10月27日：全ホームに発車メロディを導入。
- 2019年（平成31年）3月16日：ダイヤ改正に伴い、北綾瀬駅から代々木上原方面への直通を開始[報道 5][報道 6]。
- 2020年（令和2年）3月7日：1 - 4番線ホームでホームドアの使用を開始。

## 駅構造
高架駅で、島式ホーム2面3線に加え、南側（1・2番線）ホームの亀有寄りに切欠きホームが1線あり、合計で2面4線である。中線は島式ホームに挟まれており、基本的には当駅折り返し列車が使用する。切欠きホームは当駅 - 北綾瀬駅間の3両編成の区間列車が使用する。
東口・西口改札内コンコースとホームを連絡するエスカレーターと、東口改札内コンコースと0・1・2番線ホームを連絡するエレベーターが設置されている。3・4番線ホームにはエレベーターが設置されていなかったが、2012年（平成24年）秋から設置工事が開始され、翌2013年（平成25年）9月14日より使用開始となった。多機能トイレは東口改札内コンコースにある。
相互直通運転を行っているため、JR東日本・東京メトロともに同一のホームを使用する。島式ホームは南側から1番線・2番線…と振られており、切欠きホームは「0番線」（ゼロ番線）と呼ばれる。0番線が新設される1985年（昭和60年）までは中線の2・3番線から北綾瀬行きの区間列車が発着していた。北綾瀬駅開業以前は当駅発着列車が使用し、2番線が乗車ホーム、3番線が降車ホームだった。
当駅の北綾瀬寄りの高架下には、千代田線の車掌・運転士が所属する綾瀬車掌事務室、綾瀬運転事務室（ほかに代々木上原駅に代々木車掌事務室・代々木運転事務室がある）が配置されている。
また、常磐線と千代田線との分岐点付近にはJR東日本綾瀬運輸区と東京地下鉄綾瀬変電所がある。綾瀬変電所には2017年（平成29年）3月に、千代田線当駅 - 北千住間にある荒川橋梁における停電時の車両移動用として、非常用バッテリーを設置した。

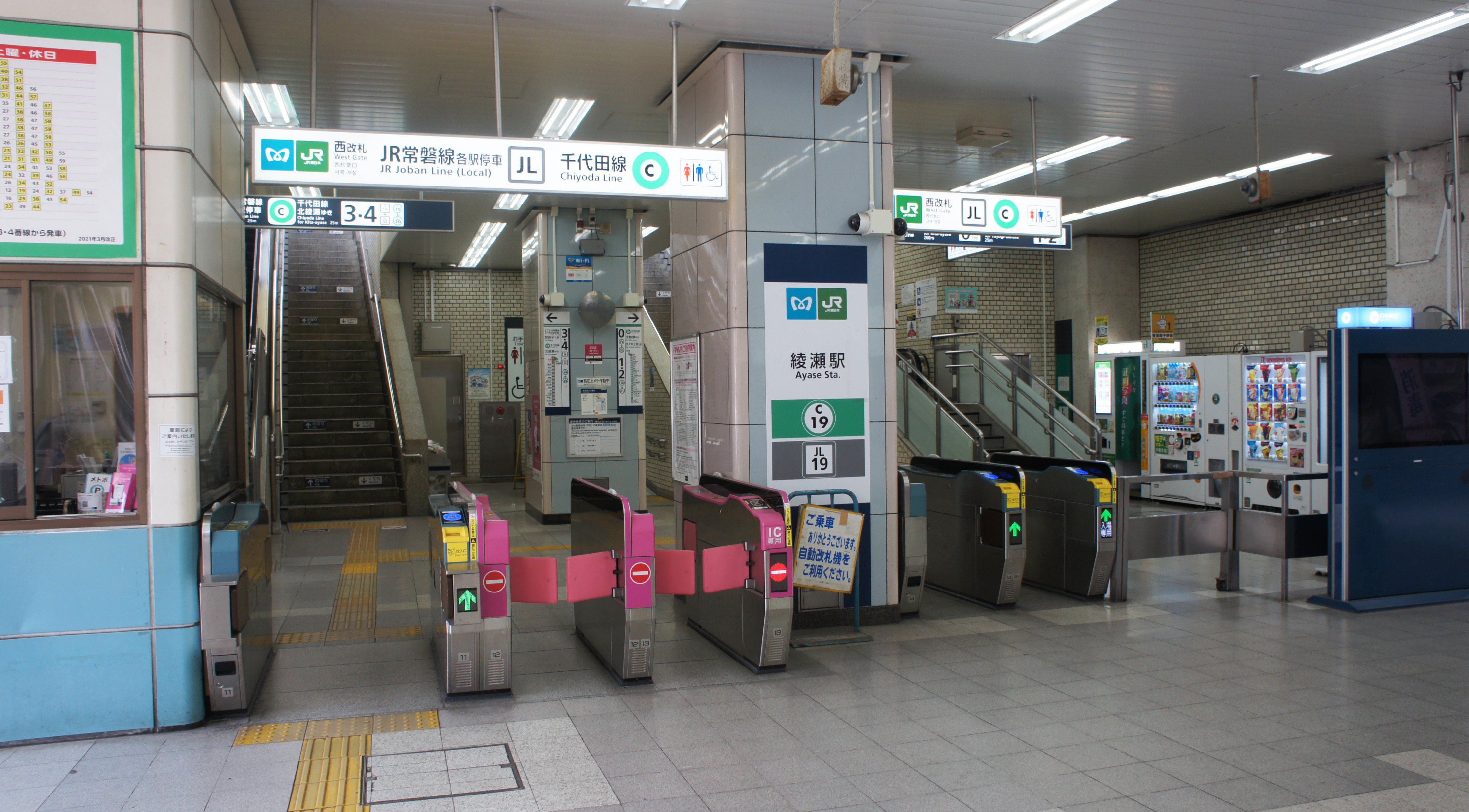
西改札（2021年5月）
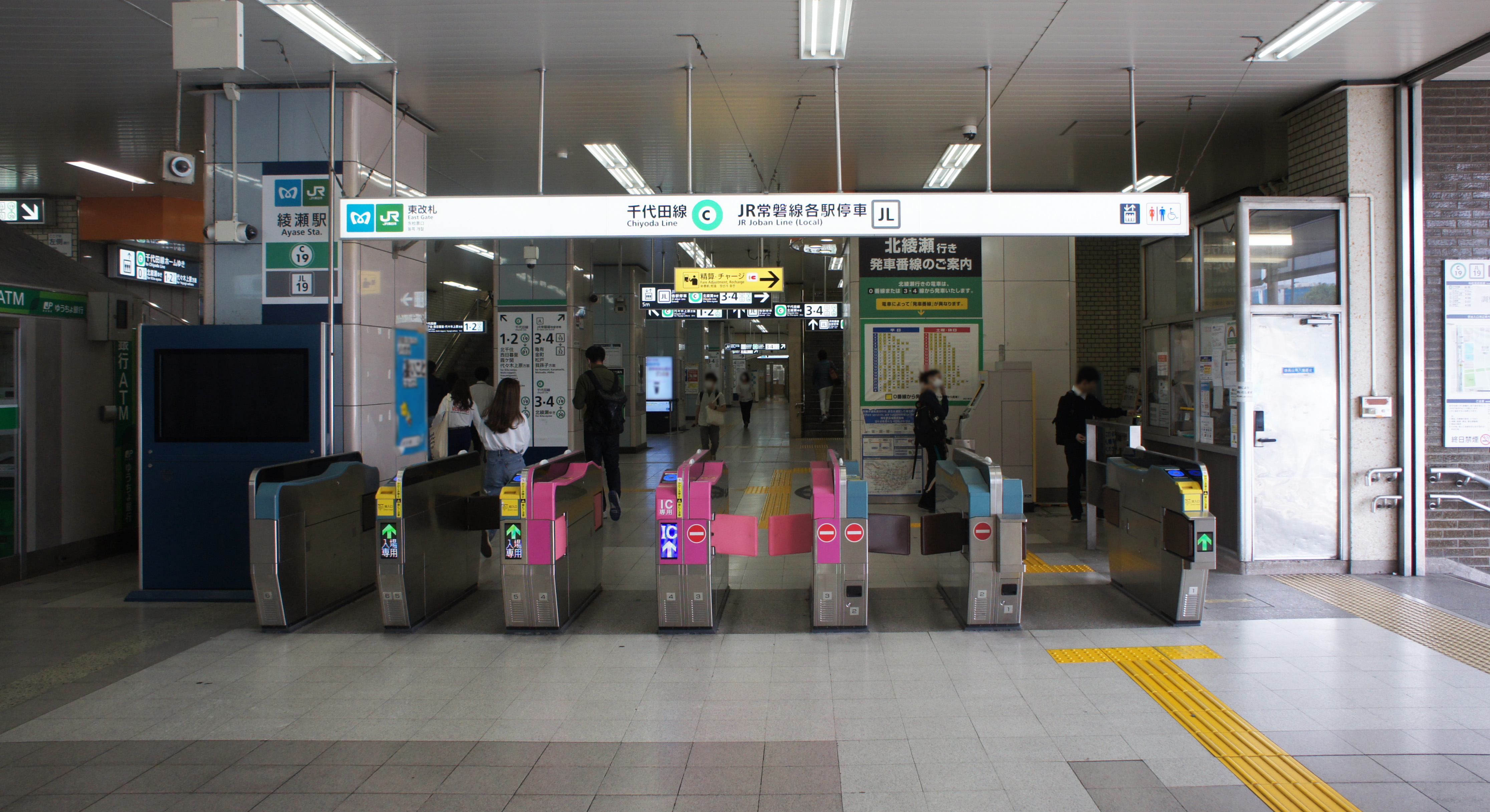
東改札（2021年5月）

### のりば
| 番線 | 事業者     | 路線               | 行先                   | 備考                 |
| ---- | ---------- | ------------------ | ---------------------- | -------------------- |
| 0    | 東京メトロ | 千代田線           | 北綾瀬ゆき             | 当駅始発（3両編成）  |
| 1・2 | 東京メトロ | 千代田線           | 代々木上原・伊勢原方面 | 2・3番線は線路を共有 |
| 3・4 | 東京メトロ | 千代田線           | 北綾瀬ゆき             | 2・3番線は線路を共有 |
| 3・4 | JR東日本   | 常磐線（各駅停車） | 我孫子・取手方面       | 2・3番線は線路を共有 |

付記事項
- 北綾瀬行きは、3両編成の列車は0番線から、10両編成の列車は4番線または2・3番線から発車する。
- 三河島・日暮里方面へは、1・2番線（一部3番線）の列車を利用の上、北千住で乗り換え。この場合、当駅 - 北千住間も運賃計算上JR線扱いとなる。なお、2006年（平成18年）秋に案内表示を更新する前までは「三河島方面へおいでの方は、北千住でのりかえです」という赤文字の案内事項が記載されていた。
- 駅の案内サインはすべて東京メトロ様式で統一されている。ホームの駅名標は東京メトロ様式のものに、JRの東京都区内の駅であることを示す「区」のマークが入れられている。

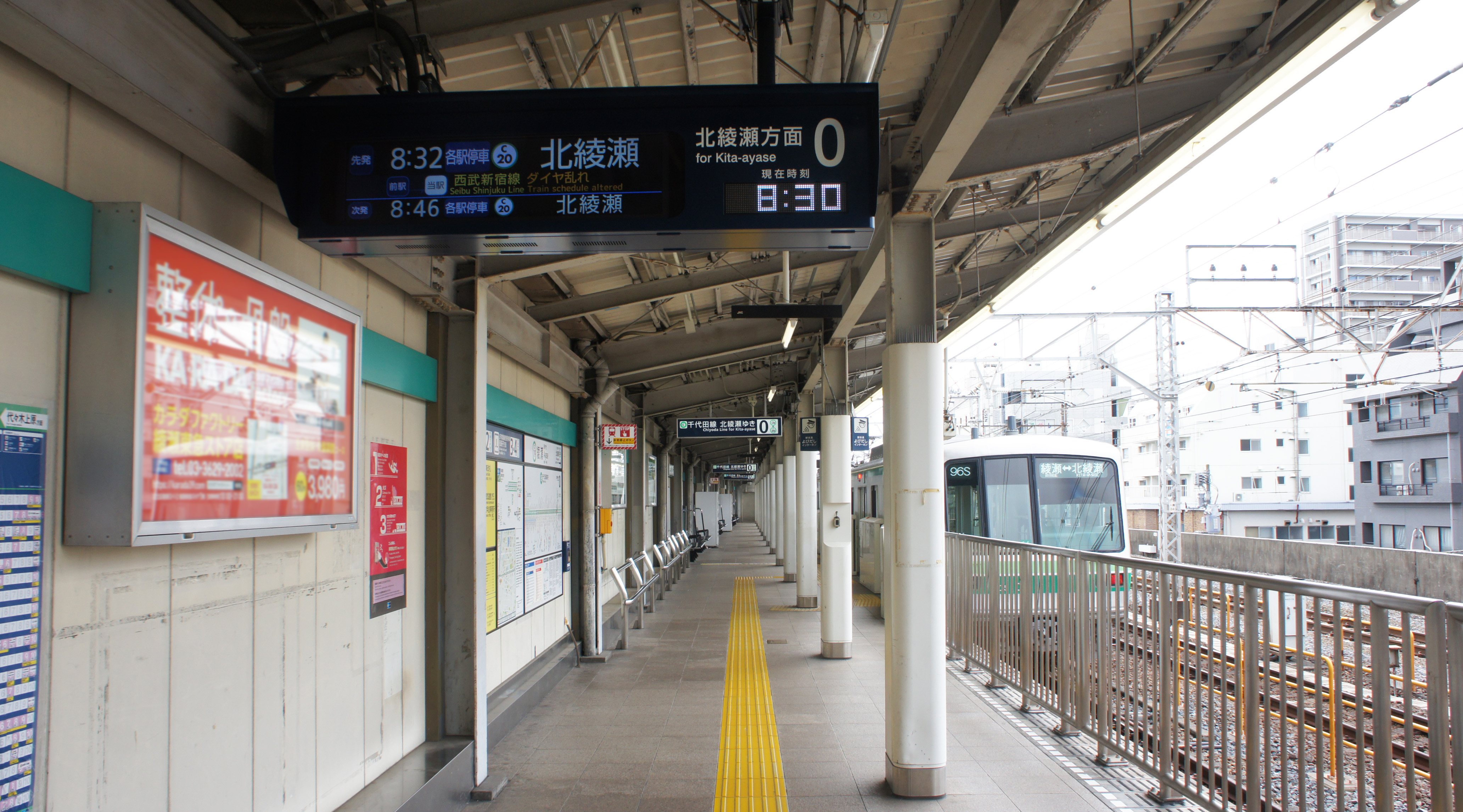
0番線ホーム（2021年5月）
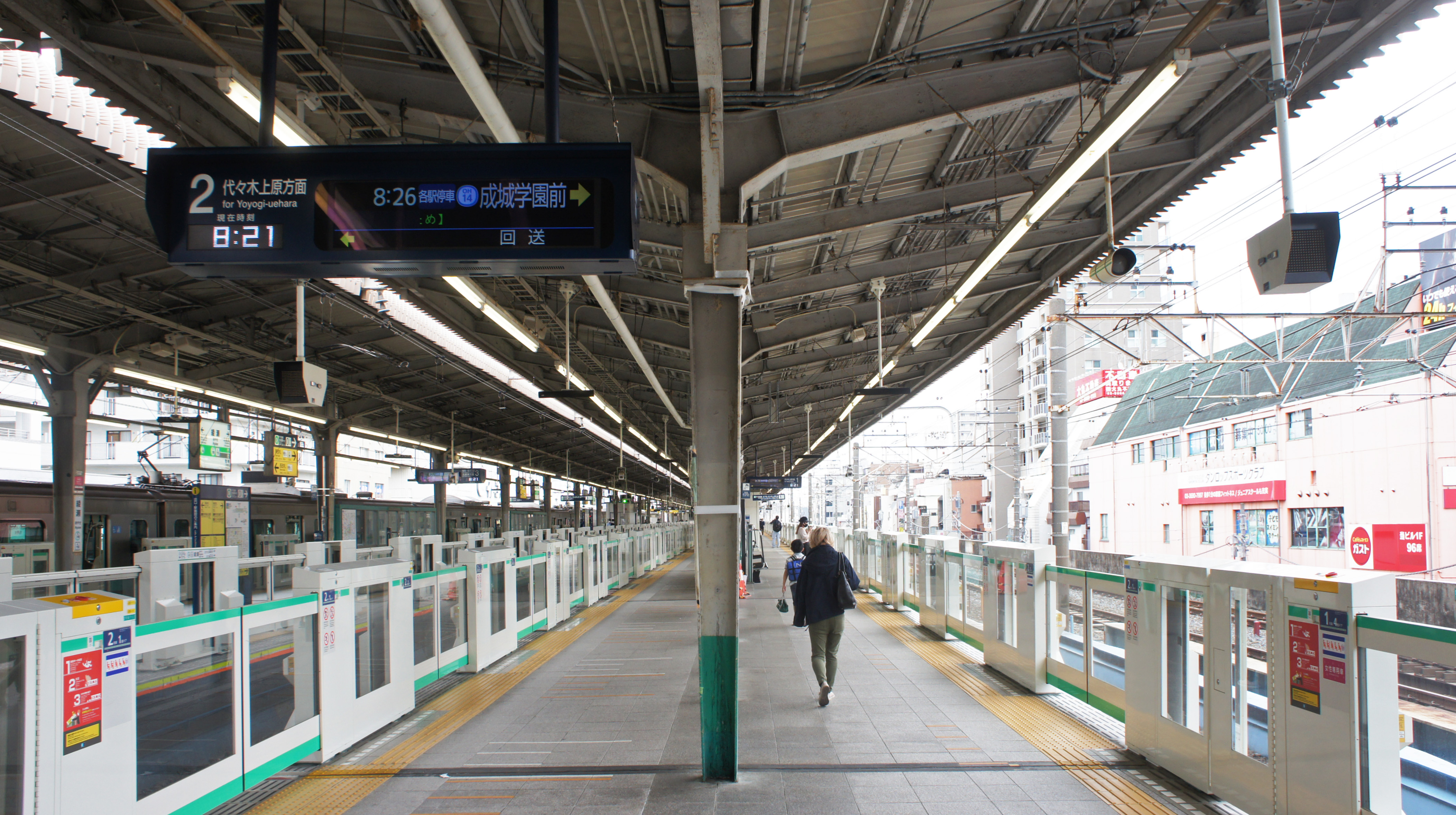
1・2番線ホーム（2021年5月）
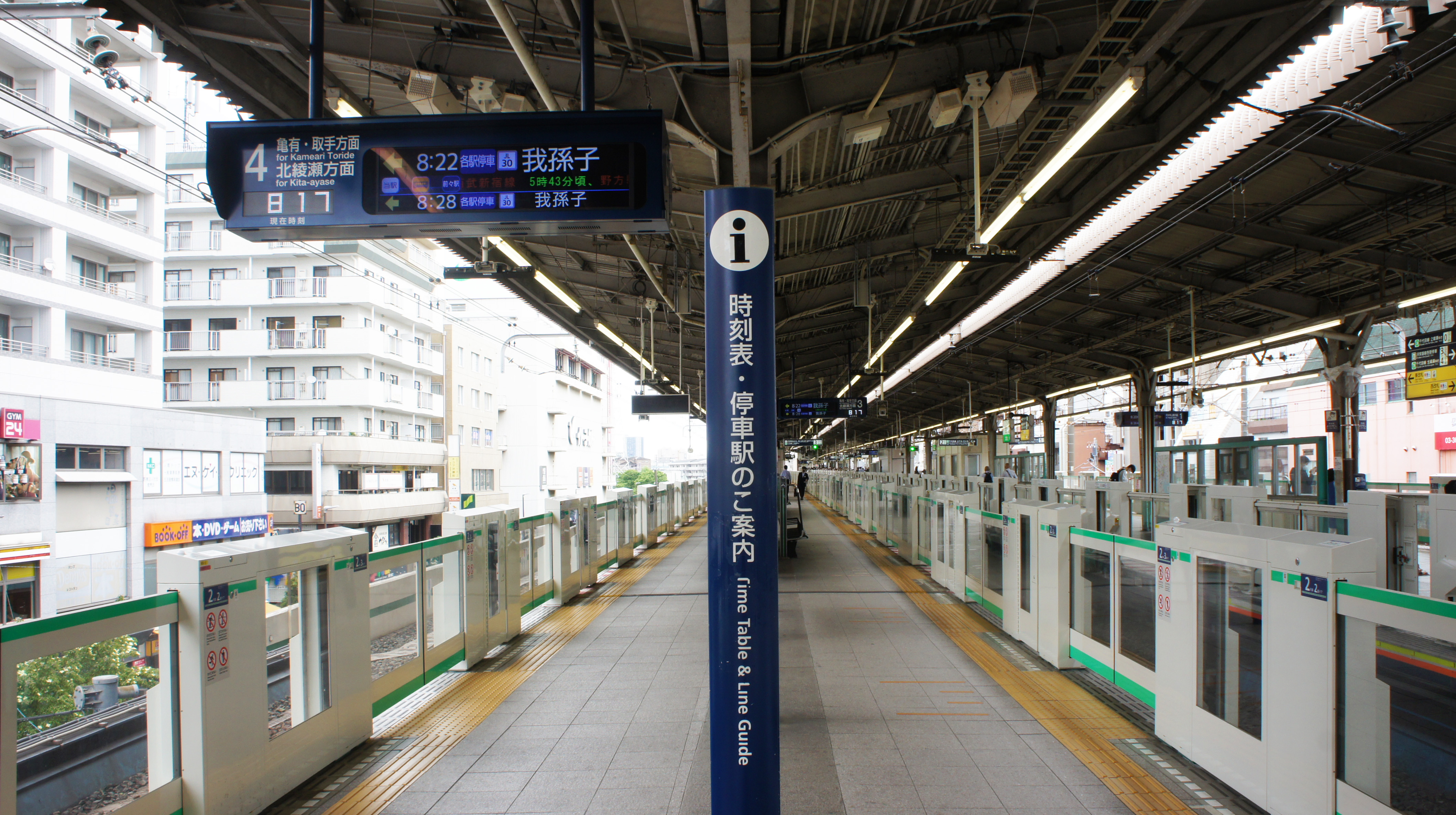
3・4番線ホーム（2021年5月）
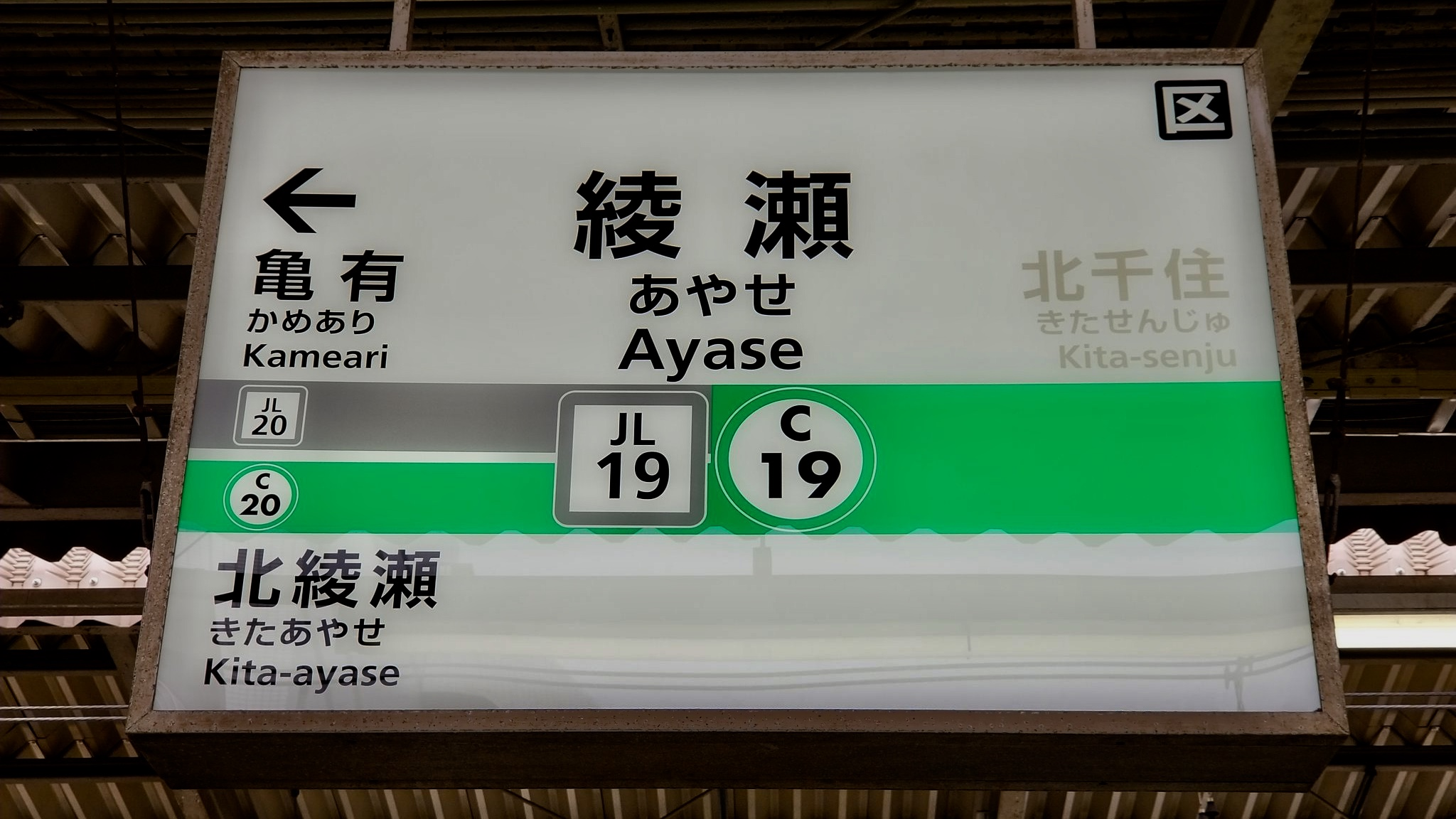
駅名標（2019年10月）

### 発車メロディ
2018年（平成30年）10月27日からスイッチ制作の発車メロディ（発車サイン音）を使用している（千代田線列車のみ）。
| 番線 | 曲名             | 作曲者   |
| ---- | ---------------- | -------- |
| 0    | 茜               | 大和優子 |
| 1    | 閃緑             | 福嶋尚哉 |
| 2    | 市松模様         | 福嶋尚哉 |
| 3    | 雨が上がったよ   | 塩塚博   |
| 4    | プリティ・タウン | 大和優子 |

### 駅構内設備
- ゆうちょ銀行 本店出張所 (ATM) - 東口改札外
- 自動券売機付近に伝言板が設置されている。

### 配線図
|           | 東京メトロ・JR東日本 綾瀬駅構内配線略図 |
| 出典:不明 |                                         |

## 乗車券の取り扱いについて
当駅は東京メトロの管轄駅のため、みどりの窓口がなく、指定席券売機類も設置されていない。このため、JR線の乗車券の発売には制限がある。

### 窓口の乗車券類の発売
駅窓口（東口改札口前、東京メトロがJR東日本より委託され運営）では、「みどりの窓口」扱いではなかったものの、取り扱いを制限する形でマルス端末が設置され、長距離のJR線乗車券・特急券や普通回数券（当駅発着のみ）を取り扱っていたが、2018年（平成30年）3月31日をもって取り扱いを終了した。
JR線定期券については隣接する定期券うりばで発売している。なお、定期券は東京メトロ仕様の磁気券のみの取り扱いとなる。なお、定期券うりばの窓口で発売するJR線定期券は当駅発着のものと北綾瀬発着の連絡定期券のみ取り扱う。定期券発行対応の自動券売機が設置されたことにより、東京メトロ線内発着の定期券（当駅・北千住駅発着で前後のJR線に跨るものを除く。ただし、他の東京メトロ線と連絡するものは可）については発着駅に関わらず発行できるようになっている。なお、クレジットカードについては当駅での東京メトロ線の定期券の購入に限り使用できる（VISA・Master・JCBおよびTokyo Metro To Me CARD）。
当駅が営団管理となる際に、当時の日本国有鉄道首都圏本部長と帝都高速度交通営団総裁との間で、1971年（昭和46年）4月19日に締結された「綾瀬駅共同使用契約書」の第16条第1号で入場料金は国鉄が取得する旨の協定が結ばれ、窓口で国鉄→JR東日本様式（発行駅名に丸囲みの「社」表記あり）の硬券の入場券が販売されていたが、硬券の廃止後は代替の軟券の設備や、JRの券売機への入場券の口座の追加が行われなかったため、入場券が発売されていない。

### 自動券売機・自動改札機での取り扱い
JR東日本の自動券売機では、東口と西口の2台ずつ、計4台で通常の乗車券類に加え国鉄時代から継承されている「都区内パス」を発売しているが、JRの特別企画乗車券である「休日おでかけパス」は発売されていないほか、ICカードは乗車券購入に使用できるのみで、チャージなどには対応していない（東京メトロの券売機でのチャージは可能）。また、JR線から連絡する他社線への連絡乗車券の取り扱いもない。北千住乗り換え東武線への連絡乗車券は東京メトロの券売機で発売している。なお東京フリーきっぷは東京メトロの券売機で発売されている。
自動改札機は東京メトロ仕様であるが、JR東日本の駅としてマルス券（一部の特別企画乗車券を除く）に対応するほか、2013年（平成25年）3月23日の交通系ICカード全国相互利用サービス開始以前より、Suicaと相互利用可能なICカード（「Suica#相互利用」を参照）がすべて使用できた。
JRの運賃表は特殊なもので、西日暮里接続の連絡乗車券発売区間は北千住乗り換えと西日暮里乗り換えの両方が表記されており、発券している券売機も異なっている（前者はJR、後者は東京メトロ）。

### 特定運賃
- 当駅 - 北千住駅間の運賃は、乗車券は150円、ICカードは146円となっている。これは、JR東日本の電車特定区間運賃に合わせて東京メトロの特定運賃として採用しているものである。
  - 当駅 - 北千住駅相互間の乗車券・回数券は国鉄→JRでは販売せず、営団地下鉄→東京メトロで販売する取り決めから、当駅では東京メトロの自動券売機で発売しているが[注 3][注 4]、乗車券はJR側の自動券売機で発売している150円区間の乗車券（亀有までの運賃が同額）を使用することも可能である。
- 当駅から北千住駅で乗り換えて常磐線南千住駅以遠を利用する場合は当駅 - 北千住駅間もJRを利用しているものとみなされるため、JRの券売機で乗車券を購入することになる。
- 当駅から東京メトロ線を利用して西日暮里駅で山手線・京浜東北線に乗り継ぐ場合、あらかじめ自動券売機で連絡乗車券を購入もしくは西日暮里の精算所で区間変更した場合に限り、通常210円の東京メトロ線綾瀬 - 西日暮里間の運賃が180円となる（ICカードを利用して同様の経路で乗車する場合も、通常209円のところ、178円となる）。乗車券の発売範囲とIC乗車券使用時の適用範囲は以下の区間に限られている。
  - 東北本線：東京 - 王子 - 大宮間（京浜東北線）、日暮里 - 尾久 - 赤羽間（宇都宮線・高崎線）、赤羽 - 武蔵浦和 - 大宮間（埼京線）
  - 東海道本線：東京 - 横浜間、品川 - 武蔵小杉 - 鶴見間（横須賀線）
  - 山手線：品川 - 新宿 - 田端間（全線全駅）
  - 赤羽線（埼京線）：池袋 - 赤羽間（全線全駅）
  - 中央本線：神田 - 代々木間、新宿 - 三鷹間
  - 総武本線：御茶ノ水 - 秋葉原間
  - 根岸線：横浜 - 関内間
  - 南武線：武蔵小杉 - 川崎間
適用区間は、基本的に常磐線の西日暮里経由の乗車券を自動券売機で購入した場合とほぼ同じだが、こちらは西大井 - 鶴見間も対象になっている。また、2010年（平成22年）3月13日に横須賀線・湘南新宿ライン武蔵小杉駅が開業し、南武線と連絡運輸を開始したことに伴い、武蔵小杉 - 川崎間の南武線の駅も対象区間となった。

## 利用状況

### 東京メトロ
2024年度（令和6年度）の1日平均乗降人員は384,554人である。JR線との直通人員を含んだ値で、北千住駅まで（およびJR南千住駅・三河島駅方面）の乗降人員も含む。東京メトロの他社直通連絡駅では渋谷駅に次ぐ第2位だが、2006年度（平成18年度）以前は当駅が第1位だった。
- 直通人員を除いた2023年度（令和5年度）の1日平均乗降人員は77,399人である[足 1]。

開業後以降の推移は以下のとおりである。

#### 1日平均乗車人員（1971年 - 2000年）
| 1日平均乗車人員推移（営団） （1971年 - 2000年） | 1日平均乗車人員推移（営団） （1971年 - 2000年） | 1日平均乗車人員推移（営団） （1971年 - 2000年） |
| 年度                                            | 乗車人員                                        | 出典 （東京都）                                 |
| ----------------------------------------------- | ----------------------------------------------- | ----------------------------------------------- |
| 1971年（昭和46年）                              | 124,902                                         | [ 都 1 ]                                        |
| 1972年（昭和47年）                              | 140,649                                         | [ 都 2 ]                                        |
| 1973年（昭和48年）                              | 142,493                                         | [ 都 3 ]                                        |
| 1974年（昭和49年）                              | 162,934                                         | [ 都 4 ]                                        |
| 1975年（昭和50年）                              | 164,738                                         | [ 都 5 ]                                        |
| 1976年（昭和51年）                              | 177,907                                         | [ 都 6 ]                                        |
| 1977年（昭和52年）                              | 185,175                                         | [ 都 7 ]                                        |
| 1978年（昭和53年）                              | 185,953                                         | [ 都 8 ]                                        |
| 1979年（昭和54年）                              | 194,317                                         | [ 都 9 ]                                        |
| 1980年（昭和55年）                              | 196,986                                         | [ 都 10 ]                                       |
| 1981年（昭和56年）                              | 203,485                                         | [ 都 11 ]                                       |
| 1982年（昭和57年）                              | 209,227                                         | [ 都 12 ]                                       |
| 1983年（昭和58年）                              | 213,383                                         | [ 都 13 ]                                       |
| 1984年（昭和59年）                              | 221,841                                         | [ 都 14 ]                                       |
| 1985年（昭和60年）                              | 222,003                                         | [ 都 15 ]                                       |
| 1986年（昭和61年）                              | 228,504                                         | [ 都 16 ]                                       |
| 1987年（昭和62年）                              | 233,052                                         | [ 都 17 ]                                       |
| 1988年（昭和63年）                              | 246,299                                         | [ 都 18 ]                                       |
| 1989年（平成元年）                              | 257,049                                         | [ 都 19 ]                                       |
| 1990年（平成02年）                              | 264,408                                         | [ 都 20 ]                                       |
| 1991年（平成03年）                              | 267,046                                         | [ 都 21 ]                                       |
| 1992年（平成04年）                              | 272,126                                         | [ 都 22 ]                                       |
| 1993年（平成05年）                              | 270,934                                         | [ 都 23 ]                                       |
| 1994年（平成06年）                              | 269,438                                         | [ 都 24 ]                                       |
| 1995年（平成07年）                              | 267,022                                         | [ 都 25 ]                                       |
| 1996年（平成08年）                              | 267,578                                         | [ 都 26 ]                                       |
| 1997年（平成09年）                              | 265,614                                         | [ 都 27 ]                                       |
| 1998年（平成10年）                              | 262,641                                         | [ 都 28 ]                                       |
| 1999年（平成11年）                              | 258,410                                         | [ 都 29 ]                                       |
| 2000年（平成12年）                              | 256,447                                         | [ 都 30 ]                                       |

#### 1日平均乗車人員・乗降人員（2001年以降）
| 1日平均乗車人員・乗降人員推移（営団／東京メトロ）（2001年以降） | 1日平均乗車人員・乗降人員推移（営団／東京メトロ）（2001年以降） | 1日平均乗車人員・乗降人員推移（営団／東京メトロ）（2001年以降） | 1日平均乗車人員・乗降人員推移（営団／東京メトロ）（2001年以降） | 1日平均乗車人員・乗降人員推移（営団／東京メトロ）（2001年以降） | 1日平均乗車人員・乗降人員推移（営団／東京メトロ）（2001年以降） | 1日平均乗車人員・乗降人員推移（営団／東京メトロ）（2001年以降） | 1日平均乗車人員・乗降人員推移（営団／東京メトロ）（2001年以降） | 1日平均乗車人員・乗降人員推移（営団／東京メトロ）（2001年以降） | 1日平均乗車人員・乗降人員推移（営団／東京メトロ）（2001年以降） | 1日平均乗車人員・乗降人員推移（営団／東京メトロ）（2001年以降） |
| 年度                                                            | 乗車人員                                                        | 乗降人員（直通人員を含む）                                      | 乗降人員（直通人員を含む）                                      | 乗降人員（直通人員を含む）                                      | 乗降人員（直通人員を含む）                                      | 乗降人員 （直通人員を除く）                                     | 出典                                                            | 出典                                                            | 出典                                                            | 出典                                                            |
| 年度                                                            | 乗車人員                                                        | 定期外                                                          | 定期                                                            | 合計                                                            | 増加率                                                          | 乗降人員 （直通人員を除く）                                     | メトロ                                                          | 関東広告                                                        | 東京都                                                          | 足立区                                                          |
| --------------------------------------------------------------- | --------------------------------------------------------------- | --------------------------------------------------------------- | --------------------------------------------------------------- | --------------------------------------------------------------- | --------------------------------------------------------------- | --------------------------------------------------------------- | --------------------------------------------------------------- | --------------------------------------------------------------- | --------------------------------------------------------------- | --------------------------------------------------------------- |
| 2001年（平成13年）                                              | 253,712                                                         |                                                                 |                                                                 | 502,265                                                         | −1.2%                                                           |                                                                 | [ メ 2 ]                                                        |                                                                 | [ 都 31 ]                                                       |                                                                 |
| 2002年（平成14年）                                              | 251,778                                                         |                                                                 |                                                                 | 497,405                                                         | −1.0%                                                           |                                                                 | [ メ 3 ]                                                        |                                                                 | [ 都 32 ]                                                       |                                                                 |
| 2003年（平成15年）                                              | 249,005                                                         | 91,961                                                          | 400,322                                                         | 492,283                                                         | −1.0%                                                           |                                                                 | [ メ 4 ]                                                        | [ 関広 1 ]                                                      | [ 都 33 ]                                                       |                                                                 |
| 2004年（平成16年）                                              | 249,455                                                         | 95,900                                                          | 399,990                                                         | 495,890                                                         | 0.7%                                                            |                                                                 | [ メ 5 ]                                                        | [ 関広 2 ]                                                      | [ 都 34 ]                                                       |                                                                 |
| 2005年（平成17年）                                              | 241,277                                                         | 94,696                                                          | 385,442                                                         | 480,138                                                         | −3.2%                                                           |                                                                 | [ メ 6 ]                                                        | [ 関広 3 ]                                                      | [ 都 35 ]                                                       |                                                                 |
| 2006年（平成18年）                                              | 228,216                                                         | 90,562                                                          | 363,752                                                         | 454,314                                                         | −5.4%                                                           |                                                                 | [ メ 7 ]                                                        | [ 関広 4 ]                                                      | [ 都 36 ]                                                       |                                                                 |
| 2007年（平成19年）                                              | 229,923                                                         | 97,918                                                          | 360,752                                                         | 458,670                                                         | 1.0%                                                            |                                                                 | [ メ 8 ]                                                        | [ 関広 5 ]                                                      | [ 都 37 ]                                                       |                                                                 |
| 2008年（平成20年）                                              | 230,230                                                         | 101,360                                                         | 359,426                                                         | 460,786                                                         | 0.5%                                                            |                                                                 | [ メ 9 ]                                                        | [ 関広 6 ]                                                      | [ 都 38 ]                                                       |                                                                 |
| 2009年（平成21年）                                              | 225,707                                                         | 98,941                                                          | 352,024                                                         | 450,965                                                         | −2.1%                                                           |                                                                 | [ メ 10 ]                                                       | [ 関広 7 ]                                                      | [ 都 39 ]                                                       |                                                                 |
| 2010年（平成22年）                                              | 223,493                                                         | 98,507                                                          | 348,332                                                         | 446,839                                                         | −0.9%                                                           |                                                                 | [ メ 11 ]                                                       | [ 関広 8 ]                                                      | [ 都 40 ]                                                       |                                                                 |
| 2011年（平成23年）                                              | 216,858                                                         | 93,486                                                          | 340,128                                                         | 433,614                                                         | −3.0%                                                           |                                                                 | [ メ 12 ]                                                       | [ 関広 9 ]                                                      | [ 都 41 ]                                                       |                                                                 |
| 2012年（平成24年）                                              | 217,803                                                         | 97,534                                                          | 338,006                                                         | 435,540                                                         | 0.4%                                                            | 86,153                                                          | [ メ 13 ]                                                       | [ 関広 10 ]                                                     | [ 都 42 ]                                                       | [ 足 2 ]                                                        |
| 2013年（平成25年）                                              | 217,671                                                         | 98,874                                                          | 336,690                                                         | 435,564                                                         | 0.0%                                                            | 87,767                                                          | [ メ 14 ]                                                       | [ 関広 11 ]                                                     | [ 都 43 ]                                                       | [ 足 3 ]                                                        |
| 2014年（平成26年）                                              | 218,282                                                         | 98,901                                                          | 338,060                                                         | 436,961                                                         | 0.3%                                                            | 86,666                                                          | [ メ 15 ]                                                       | [ 関広 12 ]                                                     | [ 都 44 ]                                                       | [ 足 4 ]                                                        |
| 2015年（平成27年）                                              | 220,115                                                         | 101,357                                                         | 339,468                                                         | 440,825                                                         | 0.9%                                                            | 87,457                                                          | [ メ 16 ]                                                       | [ 関広 13 ]                                                     | [ 都 45 ]                                                       | [ 足 5 ]                                                        |
| 2016年（平成28年）                                              | 223,148                                                         | 102,312                                                         | 344,806                                                         | 447,118                                                         | 1.4%                                                            | 88,393                                                          | [ メ 17 ]                                                       | [ 関広 14 ]                                                     | [ 都 46 ]                                                       | [ 足 6 ]                                                        |
| 2017年（平成29年）                                              | 225,230                                                         | 103,665                                                         | 347,748                                                         | 451,413                                                         | 1.0%                                                            | 89,649                                                          | [ メ 18 ]                                                       | [ 関広 15 ]                                                     | [ 都 47 ]                                                       | [ 足 7 ]                                                        |
| 2018年（平成30年）                                              | 226,814                                                         | 104,524                                                         | 350,210                                                         | 454,734                                                         | 0.7%                                                            | 89,940                                                          | [ メ 19 ]                                                       | [ 関広 16 ]                                                     | [ 都 48 ]                                                       | [ 足 8 ]                                                        |
| 2019年（令和元年）                                              | 226,929                                                         | 103,738                                                         | 351,276                                                         | 455,014                                                         | 0.1%                                                            | 87,232                                                          | [ メ 20 ]                                                       | [ 関広 17 ]                                                     | [ 都 49 ]                                                       | [ 足 9 ]                                                        |
| 2020年（令和02年）                                              | 167,041                                                         | 67,279                                                          | 267,430                                                         | 334,709                                                         | −26.4%                                                          | 64,671                                                          | [ メ 21 ]                                                       | [ 関広 18 ]                                                     | [ 都 50 ]                                                       | [ 足 10 ]                                                       |
| 2021年（令和03年）                                              | 160,589                                                         | 78,717                                                          | 243,128                                                         | 321,845                                                         | −3.8%                                                           | 66,606                                                          | [ メ 22 ]                                                       | [ 関広 19 ]                                                     | [ 都 51 ]                                                       | [ 足 11 ]                                                       |
| 2022年（令和04年）                                              | 174,189                                                         | 91,991                                                          | 257,340                                                         | 349,331                                                         | 8.5%                                                            | 72,611                                                          | [ メ 23 ]                                                       | [ 関広 20 ]                                                     | [ 都 52 ]                                                       | [ 足 12 ]                                                       |
| 2023年（令和05年）                                              |                                                                 | 103,664                                                         | 268,958                                                         | 372,622                                                         | 6.7%                                                            | 77,399                                                          | [ メ 24 ]                                                       | [ 関広 21 ]                                                     |                                                                 | [ 足 1 ]                                                        |
| 2024年（令和06年）                                              |                                                                 |                                                                 |                                                                 | 384,554                                                         |                                                                 |                                                                 | [ メ 1 ]                                                        |                                                                 |                                                                 |                                                                 |

備考
1. ↑  1971年（昭和46年）4月20日に開業。開業日から翌年3月31日までの計347日間を集計したデータ。

### JR東日本
2023年度（令和5年度）の1日平均乗車人員は12,503人である。東京メトロ線からの直通人員を含まない値で、北千住駅まで（および特例としてJR線扱いで運賃計算されるJR南千住駅・三河島駅方面）の乗車人員も含まない。常磐緩行線の駅では最も少なく、2008年度（平成20年度）に2万人を下回った。
1953年度（昭和28年度）以降の推移は以下のとおりである。

#### 1日平均乗車人員（1953年 - 2000年）
| 1日平均乗車人員推移（国鉄／JR東日本） （1953年 - 2000年） | 1日平均乗車人員推移（国鉄／JR東日本） （1953年 - 2000年） | 1日平均乗車人員推移（国鉄／JR東日本） （1953年 - 2000年） | 1日平均乗車人員推移（国鉄／JR東日本） （1953年 - 2000年） | 1日平均乗車人員推移（国鉄／JR東日本） （1953年 - 2000年） |
| 年度                                                      | 乗車人員                                                  | 出典                                                      | 出典                                                      | 出典                                                      |
| 年度                                                      | 乗車人員                                                  | JR                                                        | 東京都                                                    |                                                           |
| --------------------------------------------------------- | --------------------------------------------------------- | --------------------------------------------------------- | --------------------------------------------------------- | --------------------------------------------------------- |
| 1953年（昭和28年）                                        | 5,286                                                     |                                                           | [ 都 53 ]                                                 |                                                           |
| 1954年（昭和29年）                                        | 6,558                                                     |                                                           | [ 都 54 ]                                                 |                                                           |
| 1955年（昭和30年）                                        | 5,603                                                     |                                                           | [ 都 55 ]                                                 |                                                           |
| 1956年（昭和31年）                                        | 5,874                                                     |                                                           | [ 都 56 ]                                                 |                                                           |
| 1957年（昭和32年）                                        | 6,280                                                     |                                                           | [ 都 57 ]                                                 |                                                           |
| 1958年（昭和33年）                                        | 6,697                                                     |                                                           | [ 都 58 ]                                                 |                                                           |
| 1959年（昭和34年）                                        | 7,739                                                     |                                                           | [ 都 59 ]                                                 |                                                           |
| 1960年（昭和35年）                                        | 8,565                                                     |                                                           | [ 都 60 ]                                                 |                                                           |
| 1961年（昭和36年）                                        | 9,433                                                     |                                                           | [ 都 61 ]                                                 |                                                           |
| 1962年（昭和37年）                                        | 10,418                                                    |                                                           | [ 都 62 ]                                                 |                                                           |
| 1963年（昭和38年）                                        | 11,623                                                    |                                                           | [ 都 63 ]                                                 |                                                           |
| 1964年（昭和39年）                                        | 13,485                                                    |                                                           | [ 都 64 ]                                                 |                                                           |
| 1965年（昭和40年）                                        | 14,373                                                    |                                                           | [ 都 65 ]                                                 |                                                           |
| 1966年（昭和41年）                                        | 16,137                                                    |                                                           | [ 都 66 ]                                                 |                                                           |
| 1967年（昭和42年）                                        | 17,191                                                    |                                                           | [ 都 67 ]                                                 |                                                           |
| 1968年（昭和43年）                                        | 18,081                                                    |                                                           | [ 都 68 ]                                                 |                                                           |
| 1969年（昭和44年）                                        | 20,086                                                    |                                                           | [ 都 69 ]                                                 |                                                           |
| 1970年（昭和45年）                                        | 18,493                                                    |                                                           | [ 都 70 ]                                                 |                                                           |
| 1971年（昭和46年）                                        | 24,951                                                    |                                                           | [ 都 1 ]                                                  |                                                           |
| 1972年（昭和47年）                                        | 35,222                                                    |                                                           | [ 都 71 ]                                                 |                                                           |
| 1973年（昭和48年）                                        | 38,907                                                    |                                                           | [ 都 72 ]                                                 |                                                           |
| 1974年（昭和49年）                                        | 41,937                                                    |                                                           | [ 都 73 ]                                                 |                                                           |
| 1975年（昭和50年）                                        | 42,587                                                    |                                                           | [ 都 74 ]                                                 |                                                           |
| 1976年（昭和51年）                                        | 45,400                                                    |                                                           | [ 都 75 ]                                                 |                                                           |
| 1977年（昭和52年）                                        | 50,110                                                    |                                                           | [ 都 76 ]                                                 |                                                           |
| 1978年（昭和53年）                                        | 51,490                                                    |                                                           | [ 都 77 ]                                                 |                                                           |
| 1979年（昭和54年）                                        | 56,000                                                    |                                                           | [ 都 78 ]                                                 |                                                           |
| 1980年（昭和55年）                                        | 58,332                                                    |                                                           | [ 都 79 ]                                                 |                                                           |
| 1981年（昭和56年）                                        | 59,871                                                    |                                                           | [ 都 80 ]                                                 |                                                           |
| 1982年（昭和57年）                                        | 62,060                                                    |                                                           | [ 都 81 ]                                                 |                                                           |
| 1983年（昭和58年）                                        | 64,568                                                    |                                                           | [ 都 82 ]                                                 |                                                           |
| 1984年（昭和59年）                                        | 65,923                                                    |                                                           | [ 都 83 ]                                                 |                                                           |
| 1985年（昭和60年）                                        | 66,085                                                    |                                                           | [ 都 84 ]                                                 |                                                           |
| 1986年（昭和61年）                                        | 74,033                                                    |                                                           | [ 都 85 ]                                                 |                                                           |
| 1987年（昭和62年）                                        | 39,601                                                    |                                                           | [ 都 86 ]                                                 |                                                           |
| 1988年（昭和63年）                                        | 29,033                                                    |                                                           | [ 都 87 ]                                                 |                                                           |
| 1989年（平成元年）                                        | 29,518                                                    |                                                           | [ 都 88 ]                                                 |                                                           |
| 1990年（平成02年）                                        | 29,910                                                    |                                                           | [ 都 89 ]                                                 |                                                           |
| 1991年（平成03年）                                        | 29,511                                                    |                                                           | [ 都 90 ]                                                 |                                                           |
| 1992年（平成04年）                                        | 29,359                                                    |                                                           | [ 都 22 ]                                                 |                                                           |
| 1993年（平成05年）                                        | 29,315                                                    |                                                           | [ 都 23 ]                                                 |                                                           |
| 1994年（平成06年）                                        | 30,260                                                    |                                                           | [ 都 24 ]                                                 |                                                           |
| 1995年（平成07年）                                        | 30,167                                                    |                                                           | [ 都 25 ]                                                 |                                                           |
| 1996年（平成08年）                                        | 30,175                                                    |                                                           | [ 都 26 ]                                                 |                                                           |
| 1997年（平成09年）                                        | 29,297                                                    |                                                           | [ 都 91 ]                                                 |                                                           |
| 1998年（平成10年）                                        | 28,129                                                    |                                                           | [ 都 28 ]                                                 |                                                           |
| 1999年（平成11年）                                        | 27,574                                                    |                                                           | [ 都 29 ]                                                 |                                                           |
| 2000年（平成12年）                                        | 26,962                                                    | [ JR 2 ]                                                  | [ 都 92 ]                                                 |                                                           |

#### 1日平均乗車人員（2001年以降）
| 1日平均乗車人員推移（JR東日本）（2001年以降） | 1日平均乗車人員推移（JR東日本）（2001年以降） | 1日平均乗車人員推移（JR東日本）（2001年以降） | 1日平均乗車人員推移（JR東日本）（2001年以降） | 1日平均乗車人員推移（JR東日本）（2001年以降） | 1日平均乗車人員推移（JR東日本）（2001年以降） | 1日平均乗車人員推移（JR東日本）（2001年以降） |
| 年度                                          | 定期外                                        | 定期                                          | 合計                                          | 出典                                          | 出典                                          |                                               |
| 年度                                          | 定期外                                        | 定期                                          | 合計                                          | JR                                            | 東京都                                        |                                               |
| --------------------------------------------- | --------------------------------------------- | --------------------------------------------- | --------------------------------------------- | --------------------------------------------- | --------------------------------------------- | --------------------------------------------- |
| 2001年（平成13年）                            |                                               |                                               | 26,446                                        | [ JR 3 ]                                      | [ 都 93 ]                                     |                                               |
| 2002年（平成14年）                            |                                               |                                               | 25,492                                        | [ JR 4 ]                                      | [ 都 94 ]                                     |                                               |
| 2003年（平成15年）                            |                                               |                                               | 25,209                                        | [ JR 5 ]                                      | [ 都 95 ]                                     |                                               |
| 2004年（平成16年）                            |                                               |                                               | 24,821                                        | [ JR 6 ]                                      | [ 都 96 ]                                     |                                               |
| 2005年（平成17年）                            |                                               |                                               | 23,338                                        | [ JR 7 ]                                      | [ 都 97 ]                                     |                                               |
| 2006年（平成18年）                            |                                               |                                               | 21,901                                        | [ JR 8 ]                                      | [ 都 98 ]                                     |                                               |
| 2007年（平成19年）                            |                                               |                                               | 20,609                                        | [ JR 9 ]                                      | [ 都 99 ]                                     |                                               |
| 2008年（平成20年）                            |                                               |                                               | 18,748                                        | [ JR 10 ]                                     | [ 都 100 ]                                    |                                               |
| 2009年（平成21年）                            |                                               |                                               | 17,606                                        | [ JR 11 ]                                     | [ 都 101 ]                                    |                                               |
| 2010年（平成22年）                            |                                               |                                               | 16,811                                        | [ JR 12 ]                                     | [ 都 102 ]                                    |                                               |
| 2011年（平成23年）                            |                                               |                                               | 16,088                                        | [ JR 13 ]                                     | [ 都 103 ]                                    |                                               |
| 2012年（平成24年）                            | 4,919                                         | 10,593                                        | 15,513                                        | [ JR 14 ]                                     | [ 都 104 ]                                    |                                               |
| 2013年（平成25年）                            | 4,967                                         | 10,344                                        | 15,311                                        | [ JR 15 ]                                     | [ 都 105 ]                                    |                                               |
| 2014年（平成26年）                            | 4,832                                         | 9,866                                         | 14,698                                        | [ JR 16 ]                                     | [ 都 106 ]                                    |                                               |
| 2015年（平成27年）                            | 4,940                                         | 9,814                                         | 14,755                                        | [ JR 17 ]                                     | [ 都 107 ]                                    |                                               |
| 2016年（平成28年）                            | 4,950                                         | 9,689                                         | 14,640                                        | [ JR 18 ]                                     | [ 都 108 ]                                    |                                               |
| 2017年（平成29年）                            | 4,931                                         | 9,501                                         | 14,433                                        | [ JR 19 ]                                     | [ 都 109 ]                                    |                                               |
| 2018年（平成30年）                            | 4,955                                         | 9,368                                         | 14,324                                        | [ JR 20 ]                                     | [ 都 110 ]                                    |                                               |
| 2019年（令和元年）                            | 4,969                                         | 9,295                                         | 14,265                                        | [ JR 21 ]                                     | [ 都 111 ]                                    |                                               |
| 2020年（令和02年）                            | 3,692                                         | 7,899                                         | 11,591                                        | [ JR 22 ]                                     | [ 都 112 ]                                    |                                               |
| 2021年（令和03年）                            | 4,090                                         | 7,762                                         | 11,853                                        | [ JR 23 ]                                     | [ 都 113 ]                                    |                                               |
| 2022年（令和04年）                            | 4,439                                         | 7,831                                         | 12,270                                        | [ JR 24 ]                                     | [ 都 114 ]                                    |                                               |
| 2023年（令和05年）                            | 4,590                                         | 7,913                                         | 12,503                                        | [ JR 1 ]                                      |                                               |                                               |

## 貨物取扱
JR貨物の駅は車扱貨物の臨時取り扱い駅である。定期貨物列車の発着はないが、東京メトロ千代田線・有楽町線・南北線・副都心線・埼玉高速鉄道埼玉スタジアム線で使用される車両を搬入する甲種輸送列車が発着する。車両は当駅でJR貨物から東京メトロに引き渡され、北綾瀬駅の先の綾瀬検車区まで回送（千代田線車両の牽引による）される。また、常磐線内は松戸駅で快速線から緩行線に転線する。
運行される場合、常磐緩行線の保安装置の関係から、終電後の深夜（一例では午前2時台）に線路閉鎖を行った上で実施されるため、一般には見ることができない。ただし、1996年（平成8年）3月26日の南北線四ツ谷駅 - 駒込駅間開業で所要となる車両の搬入は日中の時間帯にも実施された。
なお、1990年度（平成2年度）以降の年間発着トン数は以下のとおりである。
| 貨物輸送推移       | 貨物輸送推移 | 貨物輸送推移 | 貨物輸送推移 | 貨物輸送推移 | 貨物輸送推移 | 貨物輸送推移 | 貨物輸送推移    |
| 年度               | 総数         | 総数         | 車扱貨物     | 車扱貨物     | コンテナ貨物 | コンテナ貨物 | 出典 （東京都） |
| 年度               | 発送トン数   | 到着トン数   | 発送トン数   | 到着トン数   | 発送トン数   | 到着トン数   | 出典 （東京都） |
| ------------------ | ------------ | ------------ | ------------ | ------------ | ------------ | ------------ | --------------- |
| 1990年（平成02年） |              |              |              |              |              |              | [ 都 89 ]       |
| 1991年（平成03年） |              |              |              |              |              |              | [ 都 90 ]       |
| 1992年（平成04年） |              | 4,000        |              | 4,000        |              |              | [ 都 22 ]       |
| 1993年（平成05年） |              |              |              |              |              |              | [ 都 23 ]       |
| 1994年（平成06年） |              | 2,400        |              | 2,400        |              |              | [ 都 24 ]       |
| 1995年（平成07年） |              |              |              |              |              |              | [ 都 25 ]       |
| 1996年（平成08年） |              | 400          |              | 400          |              |              | [ 都 26 ]       |
| 1997年（平成09年） |              | 800          |              | 800          |              |              | [ 都 115 ]      |
| 1998年（平成10年） |              |              |              |              |              |              | [ 都 28 ]       |
| 1999年（平成11年） |              | 800          |              | 800          |              |              | [ 都 29 ]       |
| 2000年（平成12年） |              | 5,600        |              | 5,600        |              |              | [ 都 116 ]      |
| 2001年（平成13年） |              |              |              |              |              |              | [ 都 117 ]      |
| 2002年（平成14年） |              |              |              |              |              |              | [ 都 118 ]      |
| 2003年（平成15年） |              |              |              |              |              |              | [ 都 119 ]      |
| 2004年（平成16年） |              |              |              |              |              |              | [ 都 120 ]      |
| 2005年（平成17年） |              |              |              |              |              |              | [ 都 121 ]      |
| 2006年（平成18年） | 1,200        | 2,800        | 1,200        | 2,800        |              |              | [ 都 122 ]      |
| 2007年（平成19年） |              | 5,600        |              | 5,600        |              |              | [ 都 123 ]      |
| 2008年（平成20年） |              | 3,600        |              | 3,600        |              |              | [ 都 124 ]      |
| 2009年（平成21年） | 800          | 3,600        | 800          | 3,600        |              |              | [ 都 125 ]      |
| 2010年（平成22年） |              | 2,000        |              | 2,000        |              |              | [ 都 126 ]      |
| 2011年（平成23年） |              | 3,600        |              | 3,600        |              |              | [ 都 127 ]      |
| 2012年（平成24年） |              | 800          |              | 800          |              |              | [ 都 128 ]      |
| 2013年（平成25年） |              | 800          |              | 800          |              |              | [ 都 129 ]      |
| 2014年（平成26年） |              |              |              |              |              |              | [ 都 130 ]      |
| 2015年（平成27年） |              | 3,200        |              | 3,200        |              |              | [ 都 131 ]      |
| 2016年（平成28年） |              | 3,600        |              | 3,600        |              |              | [ 都 132 ]      |
| 2017年（平成29年） |              | 2,000        |              | 2,000        |              |              | [ 都 133 ]      |
| 2018年（平成30年） | 800          | 800          | 800          | 800          |              |              | [ 都 134 ]      |
| 2019年（令和元年） | 800          | 800          | 800          | 800          |              |              | [ 都 135 ]      |
| 2020年（令和02年） |              | 1,200        |              | 1,200        |              |              | [ 都 136 ]      |
| 2021年（令和03年） | 400          | 6,400        | 400          | 6,400        |              |              | [ 都 137 ]      |
| 2022年（令和04年） |              | 800          |              | 800          |              |              | [ 都 138 ]      |

## 駅周辺
- イトーヨーカドー 綾瀬店
- 綾瀬東急ストア
- M'av AYASE Lieta
- 足立区役所東綾瀬区民事務所
- 足立社会保険事務所
- 東京法務局城北出張所
- 東綾瀬公園
  - 東京武道館
- 東京拘置所
- 東京都下水道局小菅水再生センター
- 綾瀬駅前郵便局
- 足立綾瀬郵便局
- 足立区立綾瀬小学校
- 足立区立東綾瀬中学校
- 東京都立江北高等学校
- 綾瀬川
- 綾瀬新橋
- 都道314号線
- 都道467号線
- レンゴー葛飾工場
- あやセンターぐるぐる
- アパホテル綾瀬駅前
- スマイルホテル東京綾瀬駅前
- ホテルリブマックス東京綾瀬駅前

### 東京地下鉄関連施設
2019年（平成31年）4月11日には、当駅西口側に東京地下鉄とスペースマーケットの提携により、シェアリングスペース「むすべやメトロ綾瀬」が開設された。内装にかつて使用された鉄道部品を設置しており、採用した経緯は関係者によると「イメージイラストを見て、社員が照明をつり革と勘違いしたのがきっかけです」と言及している。

## バス路線

### 西口
高架下にバスターミナルがある。
| のりば         | 運行事業者                                     | 系統・行先                                        | 備考                   |
| 綾瀬駅         | 綾瀬駅                                         | 綾瀬駅                                            | 綾瀬駅                 |
| -------------- | ---------------------------------------------- | ------------------------------------------------- | ---------------------- |
| 1              | 京成バス東京                                   | - 綾02：葛飾営業所 - 新小51：新小岩駅             |                        |
| 1              | - 京成バス東京 - 京成バス                      | 綾01：亀有駅                                      |                        |
| 3              | 東武バスセントラル                             | 綾24：竹ノ塚駅東口                                |                        |
| 3              | - 東武バスセントラル - JRバス関東 - 新常磐交通 | いわき号：東京駅日本橋口                          | 上り降車専用           |
| 4              | 東武バスセントラル                             | - 綾40：花畑団地 - 綾40-2：花畑団地               |                        |
| 5              | 東武バスセントラル                             | - 綾61：八潮駅北口 - 綾62：八潮市役所             | 「綾62」は平日のみ運行 |
| 6              | 東武バスセントラル                             | - 綾23：葛飾車庫 - 綾37：水元総合スポーツセンター |                        |
| 7              | 東武バスセントラル                             | 綾21：六ツ木都住・八潮駅北口                      |                        |
| 千代田線綾瀬駅 |                                                |                                                   |                        |
| [ 注 5 ]       | 日立自動車交通 （葛飾区乗合タクシー さくら）   | 無番：東武小菅駅・小菅一丁目地域循環              |                        |

かつて都営バスが乗り入れていた2番乗り場は欠番になっている。

### 東口
2025年（令和7年）1月20日に綾瀬駅東口交通広場が供用開始され、付近の道路上にあった停留所群は全てロータリー内に集約された。
| のりば     | 運行事業者                                         | 系統・行先 | 備考       |
| 綾瀬駅東口 | 綾瀬駅東口                                         | 綾瀬駅東口 | 綾瀬駅東口 |
| ---------- | -------------------------------------------------- | --- | ---------- |
| 1          | 朝日自動車 （足立区コミュニティバス はるかぜ）     | 無番：六ツ木都住・八潮駅南口【はるかぜ2号】                                                                                          |            |
| 2          | 日立自動車交通 （足立区コミュニティバス はるかぜ） | 降車専用 |            |
| 3          | 日立自動車交通 （足立区コミュニティバス はるかぜ） | - 綾11：亀有駅南口【はるかぜ9号】 - 綾12：亀有駅南口【はるかぜ12号】                                                                 |            |
| 4          | 日立自動車交通 （足立区コミュニティバス はるかぜ） | - 綾01：西新井駅東口（青井駅経由）【はるかぜ1号】 - 綾11：青井駅【はるかぜ9号】 - 綾12：西新井駅東口（五反野駅経由）【はるかぜ12号】 |            |

## 隣の駅
東京地下鉄（東京メトロ）
 千代田線
北千住駅 (C 18) - 綾瀬駅 (C 19) - 北綾瀬駅 (C 20)
東日本旅客鉄道（JR東日本）
 常磐線（各駅停車）
（北千住駅 - ）綾瀬駅 (JL 19) - 亀有駅 (JL 20)

### 記事本文